# Diagrama de von Kármán – Gabrielli
El diagrama de von Kármán – Gabrielli (también diagrama de Gabrielli – von Kármán o diagrama GvK) es un diagrama que compara la eficiencia de los métodos de transporte al trazar una fuerza de tracción específica o resistencia específica (ε  = P / mgv   =  E / mgd) contra la velocidad (v). Fue utilizado por primera vez por Theodore von Kármán y Giuseppe Gabrielli en su artículo de 1950 sobre este tema.
La idea básica es que formalmente, 1 kWh/100 km es equivalente a una fuerza, una fuerza de resistencia de 36 N.